# Calyptra thalictri
Calyptra thalictri là một loài bướm đêm thuộc họ Noctuidae. Nó là loài có ở Nhật Bản và Hàn Quốc, phía nam đến Trung Quốc và Malaysia, phía tây qua Urals tới Nam Âu, nhưng gần đây chúng đã mở rộng phạm vi phân bố sang bắc Âu. Năm 2000, người ta đã quan sát thấy chúng ở Phần Lan và năm 2008 nó được ghi nhận về phía tây, ở Thụy Điển.
Nó thường được gọi là bướm đêm hút máu (dù tên gọi thông dụng cũng được dùng cho các thành viên khác của chi Calyptra), đề cập đến khả năng hút máu của chúng từ động vật có xương sống, kẻ cả con người, từ da. However, the moths are not thought to cause any threat to humans.
Sải cánh dài 40–45 mm. Con trưởng thành bay từ tháng 5 đến tháng 9 tùy theo địa điểm.
Ấu trùng ăn các loài Thalictrum.